# Manuscrit de Wurtzbourg
Le manuscrit de Wurtzbourg ou codex de Wurtzbourg  (nommé d'après la ville de Wurtzbourg où il est conservé) est sans doute le plus ancien de la littérature irlandaise. Il daterait de l'an 700 environ. Il a été attribué à Priscillien.